# Energia del fotó
L'energia del fotó és l'energia transportada per un sol fotó. La quantitat d'energia és directament proporcional a la freqüència electromagnètica del fotó i, per tant, de manera equivalent, és inversament proporcional a la longitud d'ona. Com més gran sigui la freqüència del fotó, més gran serà la seva energia. De manera equivalent, com més llarga sigui la longitud d'ona del fotó, menor serà la seva energia.
L'energia fotònica es pot expressar utilitzant qualsevol unitat d'energia. Entre les unitats que s'utilitzen habitualment per indicar l'energia fotònica es troben l'electronvolt (eV) i el joule (així com els seus múltiples, com el microjoule). Com que un joule és igual a 6,24 × 1018 eV, les unitats més grans poden ser més útils per denotar l'energia dels fotons amb una freqüència més alta i una energia més alta, com ara els raigs gamma, a diferència dels fotons d'energia més baixa com en les regions òptiques i de radiofreqüència de l'espectre electromagnètic.
L'energia fotònica és directament proporcional a la freqüència.{\displaystyle E=hf}on
- {\displaystyle E} és energia
- {\displaystyle h} és la constant de Planck
- {\displaystyle f} és la freqüència

L'energia fotònica a 1 Hz és igual a 6,62607015 × 10−34 J
Això és igual a 4,135667697 × 10−15 eV
Exemples:
Una emissora de ràdio FM que transmet a 100 MHz emet fotons amb una energia d'aproximadament 4,1357 × 10-7 eV. Aquesta minúscula quantitat d'energia és aproximadament 8 × 10-13 vegades la massa de l'electró (mitjançant l'equivalència massa-energia).
Els raigs gamma de molt alta energia tenen energies de fotons de 100 GeV a més d'1 PeV (1011 a 1015 electronvolts) o 16 nanojoules a 160 microjoules. Això correspon a freqüències de 2,42 × 1025 a 2,42 × 1029 Hz.
Durant la fotosíntesi, les molècules específiques de clorofil·la absorbeixen fotons de llum vermella a una longitud d'ona de 700 nm al fotosistema I, corresponent a una energia de cada fotó de ≈ 2 eV ≈ 3 × 10−19 J ≈ 75 kBT, on kBT denota l'energia tèrmica. Es necessiten un mínim de 48 fotons per a la síntesi d'una sola molècula de glucosa a partir de CO₂ i aigua (diferència de potencial químic 5 × 10-18 J) amb una eficiència de conversió d'energia màxima del 35%.